# Pinus pseudostrobus
Pinus pseudostrobus är en tallväxtart som beskrevs av John Lindley. Pinus pseudostrobus ingår i släktet tallar, och familjen tallväxter. IUCN kategoriserar arten globalt som livskraftig.

## Underarter
Arten delas in i följande underarter:
- P. p. protuberans
- P. p. apulcensis
- P. p. pseudostrobus

## Bildgalleri

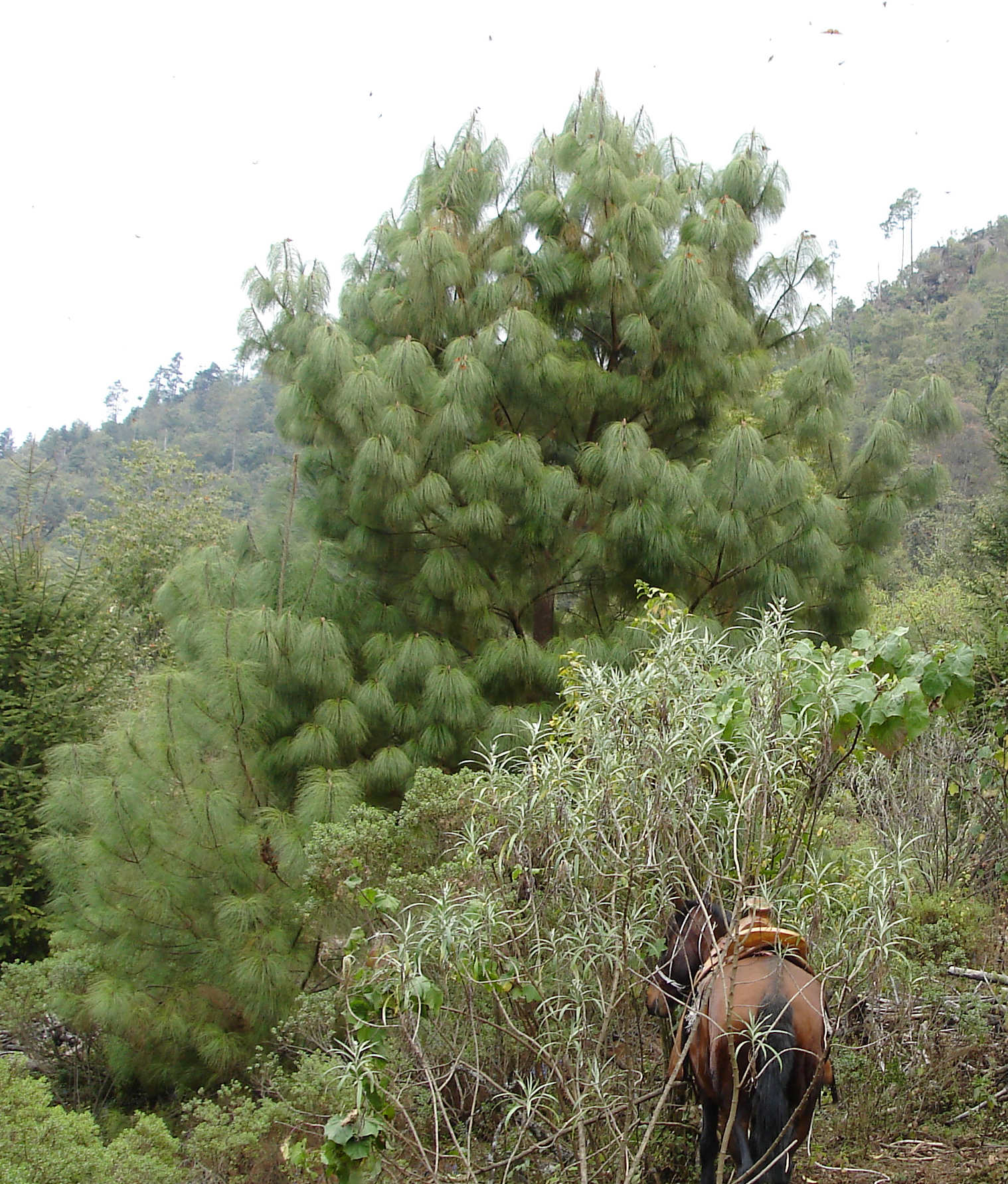
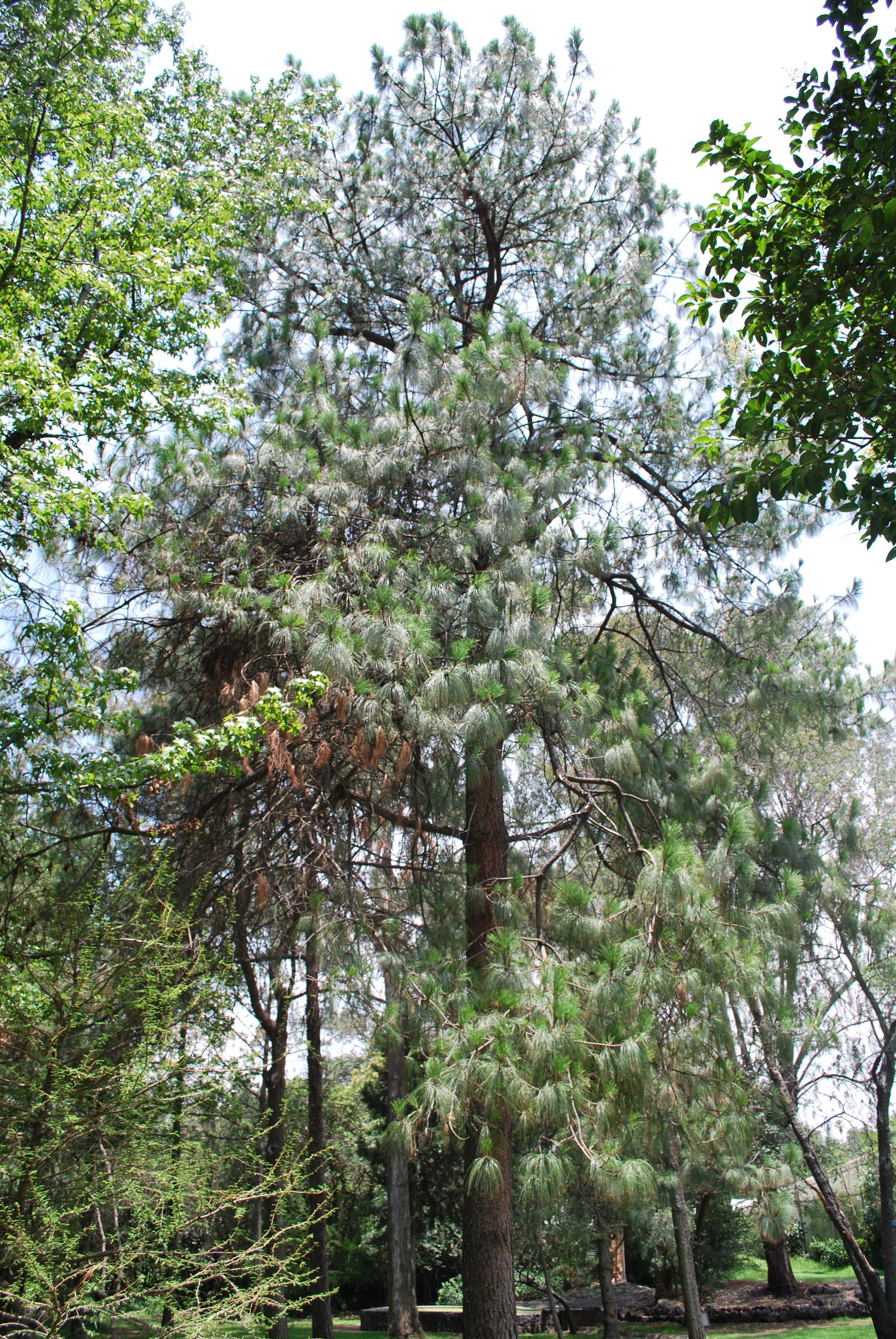
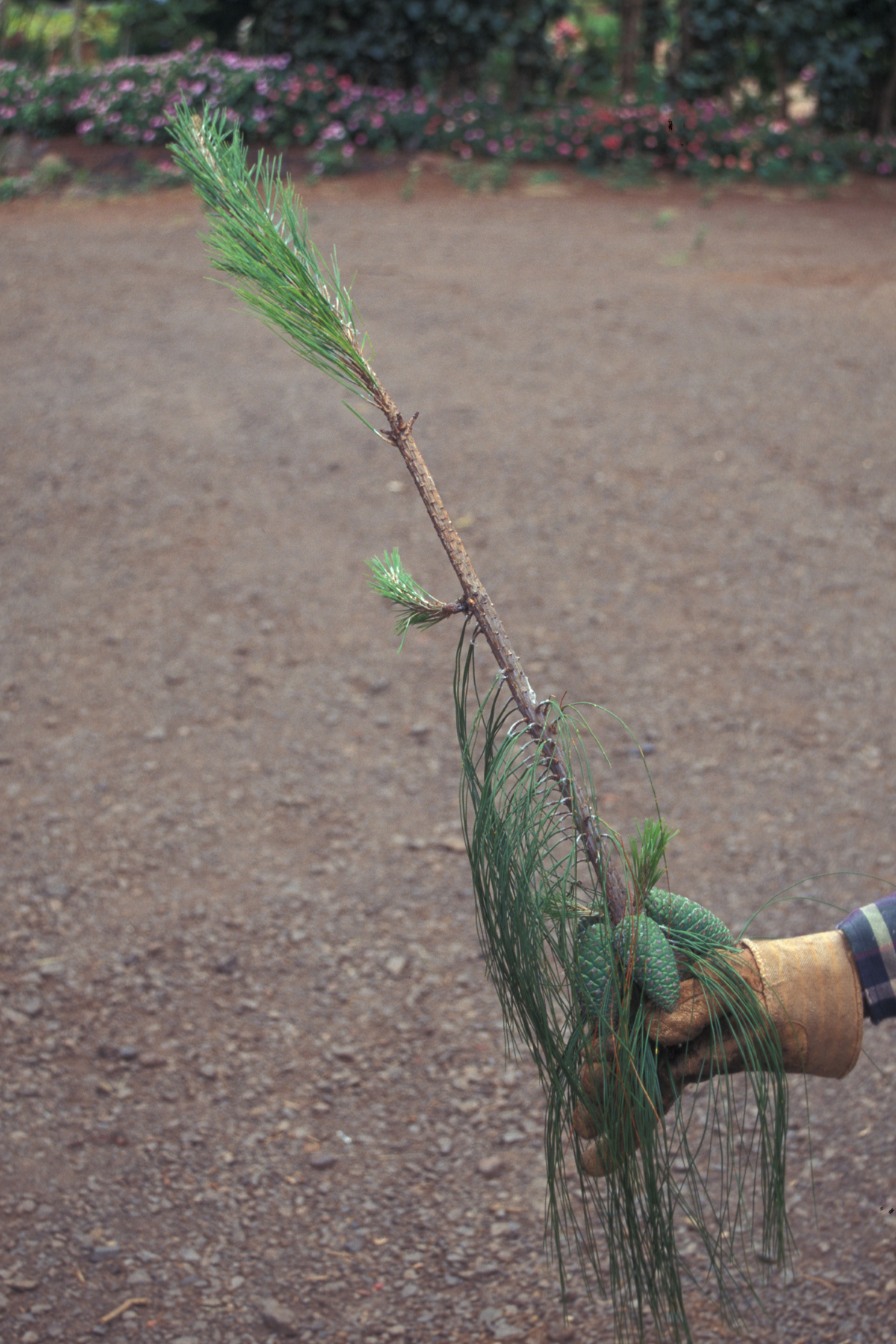
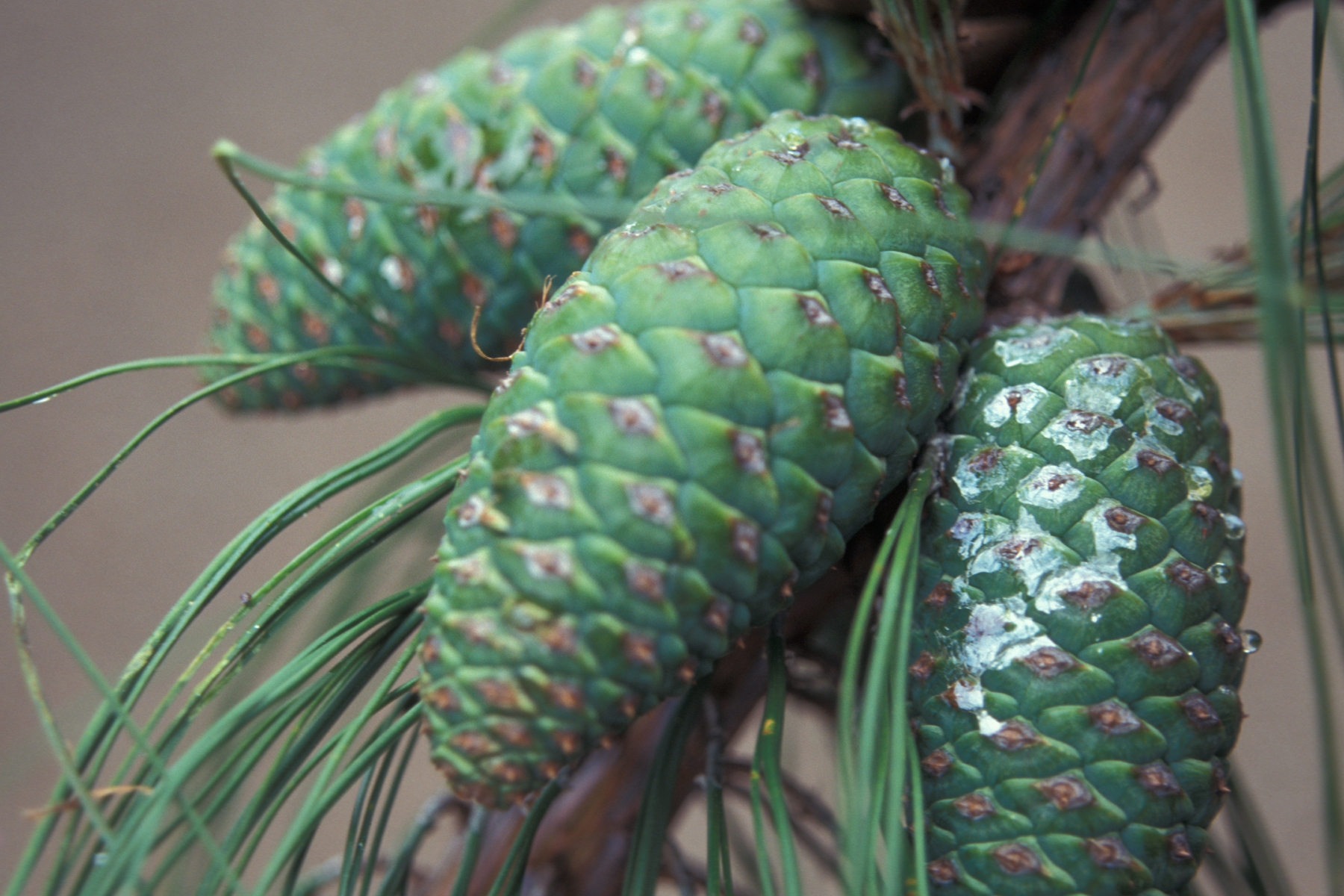
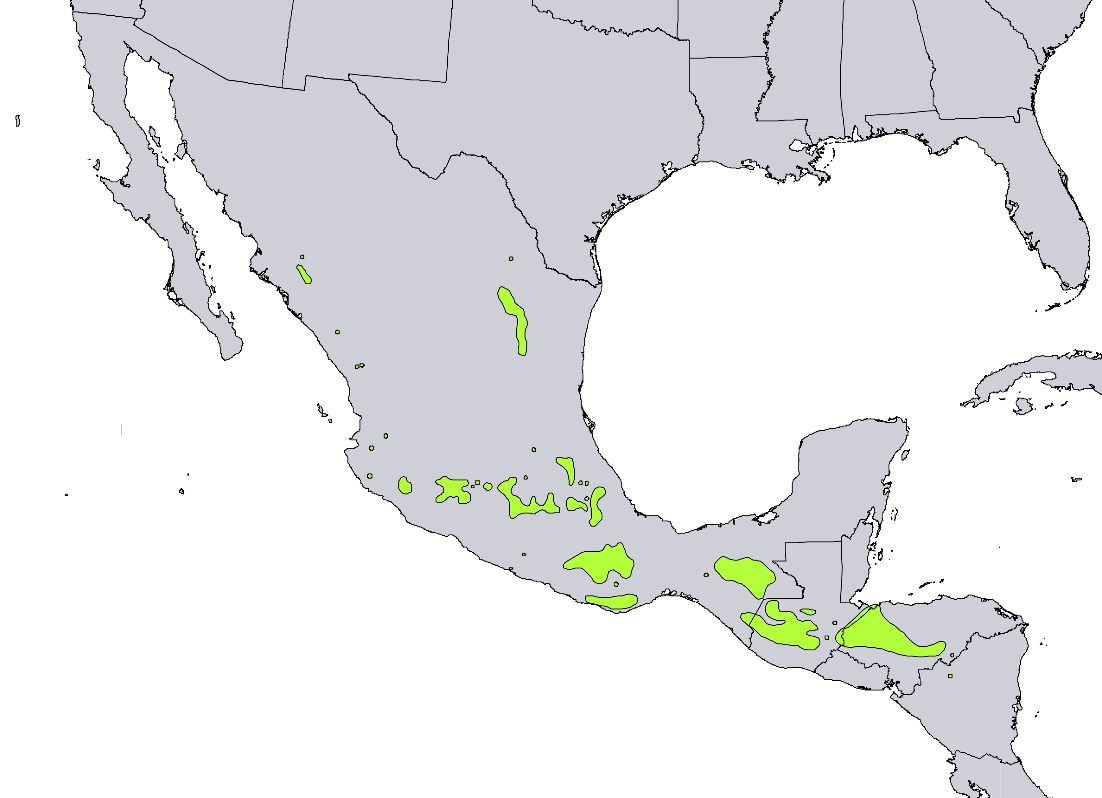